# Robert Rive

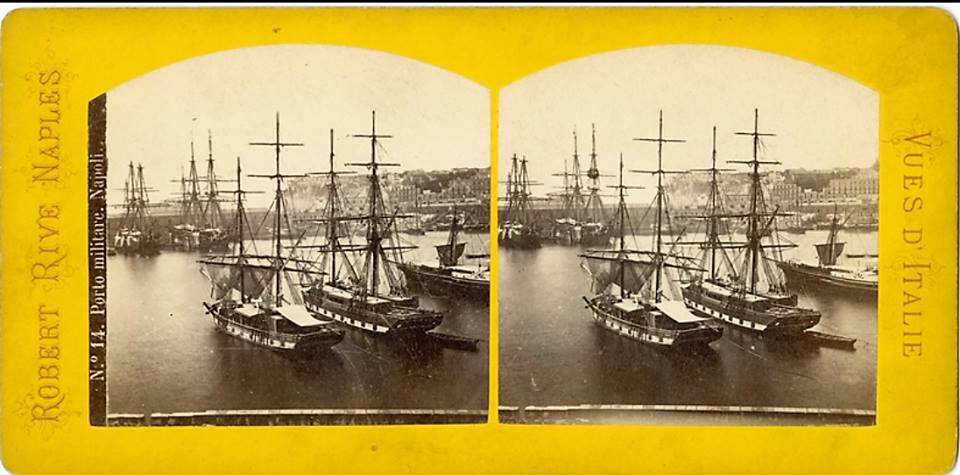
Robert Rive, n. 14, Porto militare - Napoli

Robert Rive (Breslavia, 27 marzo 1817 – Torre del Greco, 30 marzo 1868) è stato un fotografo francese.

## Biografia
Di Robert Rive - che era nato in Prussia da padre francese e che in Italia cambiò il nome in Roberto - si possiedono scarsi elementi biografici. Risulta attivo a Napoli dal 1850.

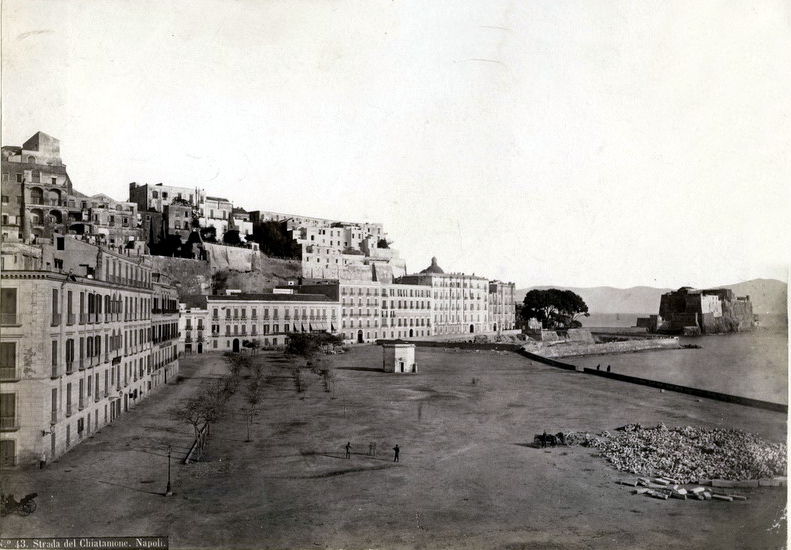
Robert Rive - n. 043 - Strada del Chiatamone, Napoli

Nel suo atelier napoletano erano venduti anche vari album con fotografie, alcuni dei quali sono presenti oggi negli archivi storici della Fondazione Fotografia Modena. Tra questi album, quello intitolato Photographies d'Italie par R. Rive, Naples contiene 47 foto all'albumina di località italiane: Genova, Torino, Milano, Venezia, Taormina, Palermo. Un altro suo album contiene 49 fotografie, scattate a Napoli, sulla Costiera Amalfitana e Sorrentina, a Capri, a Pompei e a Roma.
Robert Rive riprese scorci animati e vedute di monumenti anche a Firenze, a Pisa, sul Lago di Como, a Siena, a Posillipo, a Ischia e a Messina (quindi, prima del devastante terremoto di Messina del 1908). Fissò la sua residenza a Napoli, dove ebbe lo studio a Palazzo Serracapriola e a Palazzo Lieti. Scattò numerose fotografie degli scavi di Pompei, di antiche sculture romane e anche dei primi calchi di vittime dell'eruzione del Vesuvio del '79. Nel 1867 partecipò all'Esposizione universale di Parigi. È stato uno dei primi fotografi a produrre vedute stereografiche, molto apprezzate come souvenir.
Su lui ha annotato Charles-Henri Favrod:
Il suo stabilimento fotografico napoletano produceva foto in vari formati: grande, medio (mezzana), cabinet, stereoscopico e carte de visite. Uscirono anche eleganti album cartonati, con raccolte di sue foto: Souvenirs de Pompei con 39 foto, Napoli con 8 foto col panorama di Riviera di Chiaia; Pompei con 80 foto; Naples con 30 foto formato carte de visite. La ditta che portava il suo nome continuò a produrre anche dopo la sua morte.

## Esposizioni
- 1990, Fotografi a Pompei nell'800 dalle Collezioni del Museo Alinari, Firenze, Alinari[5]
- 2004, Il Mediterraneo dei fotografi, Roma, Senato della Repubblica[4]
- 2016-2017, Robert Rive. Photographies d'Italie, Modena, Foro Boario[6]

## Galleria d'immagini

Fotografie di Robert Rive
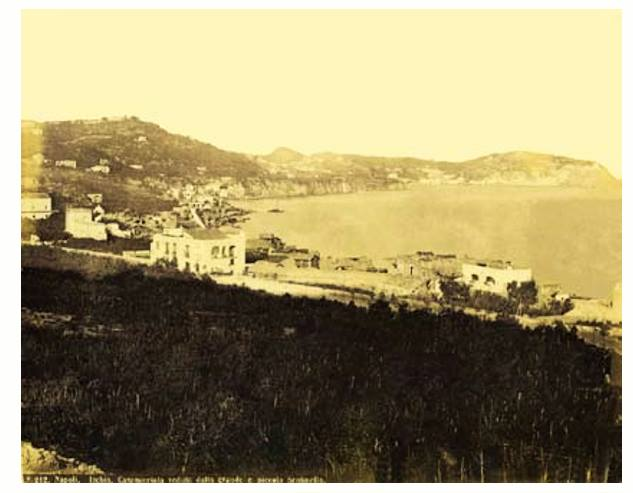
Robert Rive, n. 0212 - Ischia. Casamicciola, veduta dalla Grande e Piccola Sentinella, ante 1868, n. 212
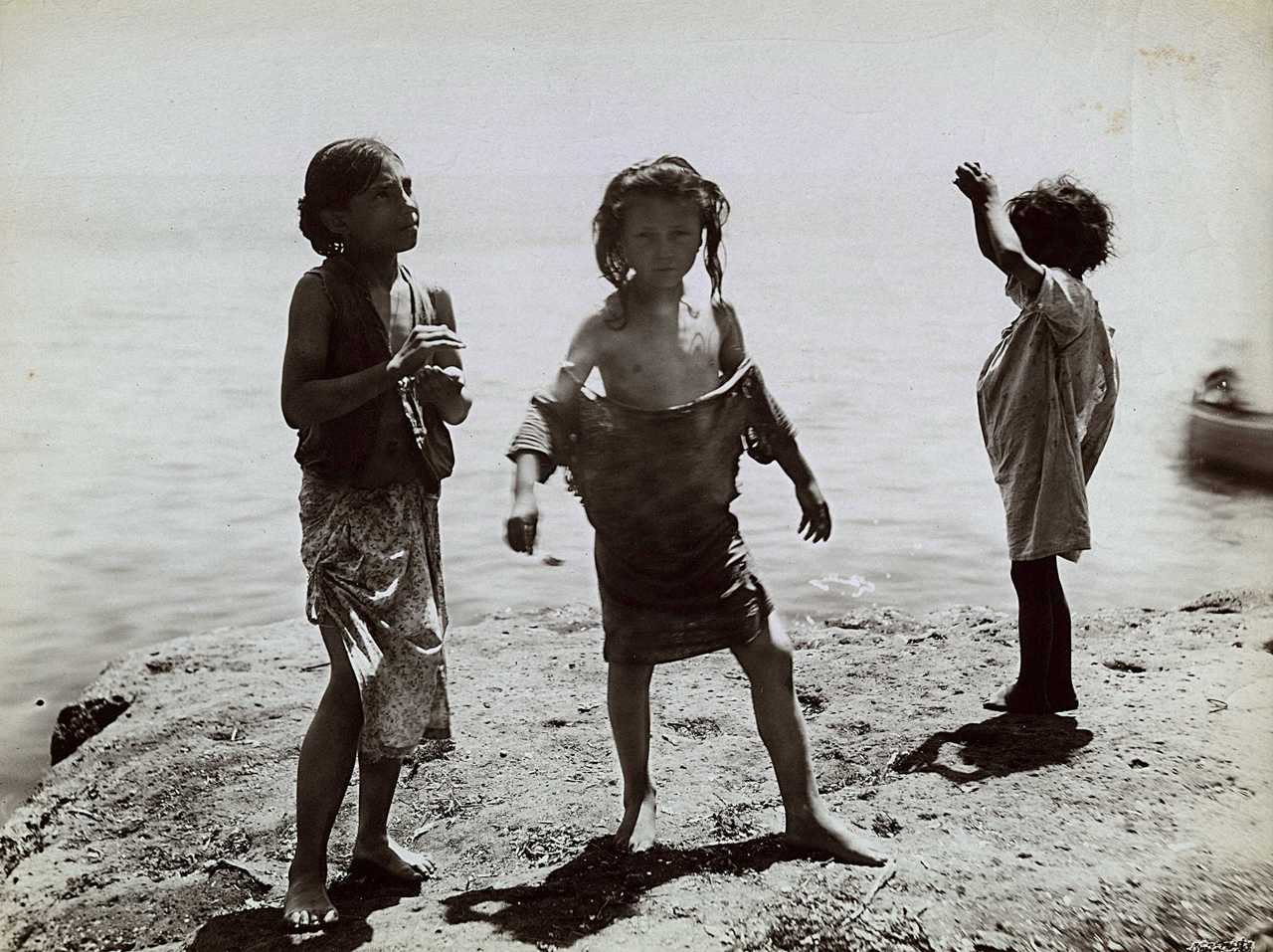
Robert Rive, Scugnizzi napoletani sulla spiaggia
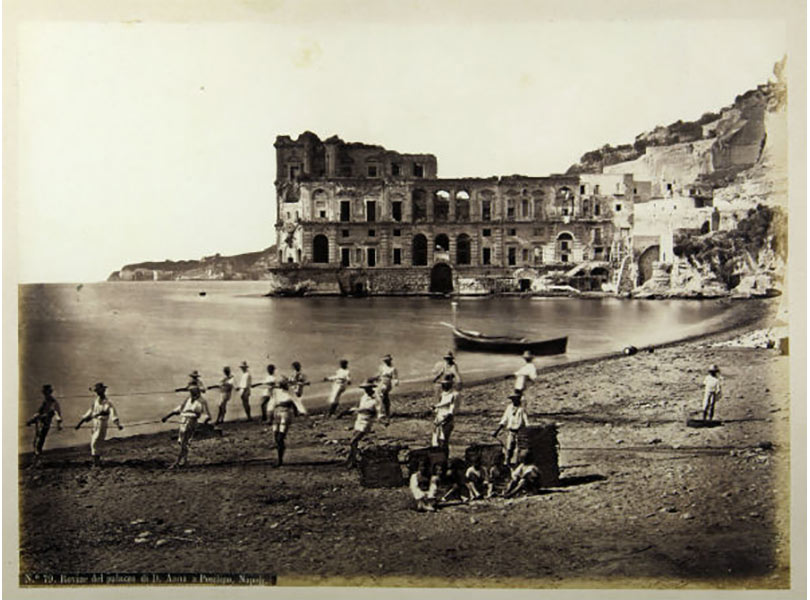
Robert Rive, n. 079 - Rovine del palazzo di Donna Anna a Posillipo
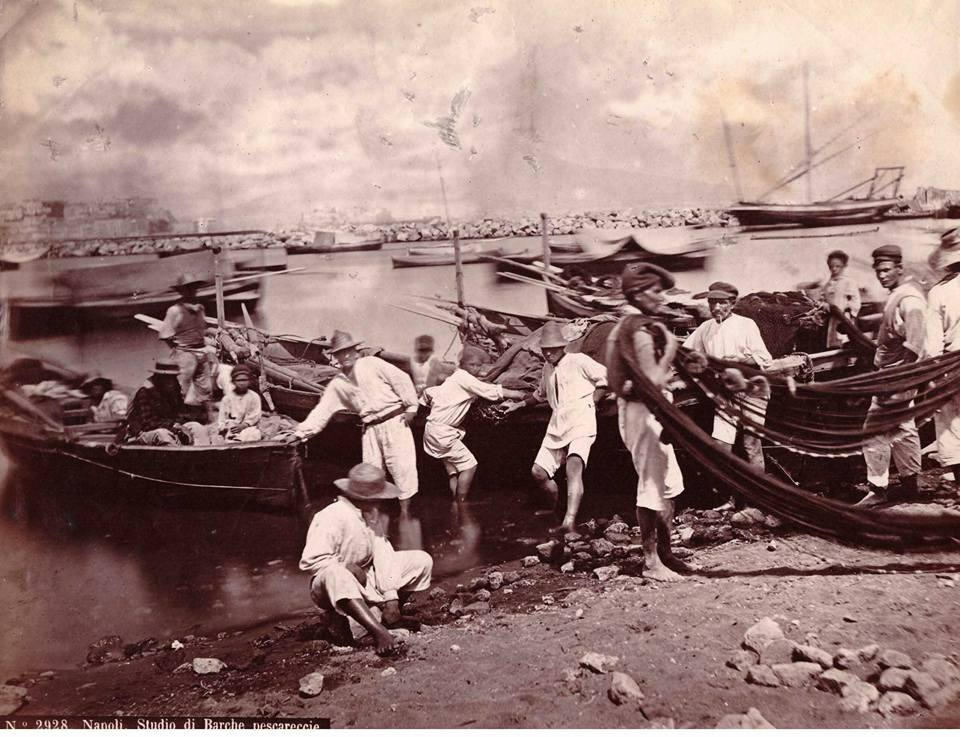
Robert Rive, n. 2928 - Napoli, studio di barche

### Fotografie in musei e collezioni
- Getty Museum, Los Angeles
- Museo d'Orsay, Parigi
- Museo di Roma a palazzo Braschi
- Album Photographies d'Italie par R. Rive, Naples, Fondazione Fotografia Modena
- Fratelli Alinari, Firenze
- Istituto centrale per il catalogo e la documentazione, Roma
- Istituto nazionale per la grafica, Roma
- Foto di Palermo, Catania, Monreale, Taormina, Segesta, Messina, Museo etnografico siciliano Giuseppe Pitrè, Palermo
- Foto di Bologna, Biblioteca Panizzi, Reggio Emilia
- Foto di Torino, Associazione per la fotografia storica, Torino
- Biblioteca nazionale di Francia, Parigi
- Centre canadien d’architecture, Montréal
- Stadtmuseum di Monaco di Baviera